# Croce di Federico Augusto
La croce di Federico Augusto (Friedrich-August-Kreuz) fu un'onorificenza fondata dal Granduca Federico Augusto II di Oldenburg il 24 settembre 1914 nell'ambito dell'Impero di Germania.

## Storia
La croce di Federico Augusto al merito militare era modellata sulla forma della croce di ferro prussiana in quanto aveva il medesimo valore di premio. Come l'onorificenza prussiana essa era divisa in due classi distinte, concesse per meriti specifici. La croce di I classe veniva conferita solo a quanti avessero già ottenuto la croce di II classe ed entrambe cessarono di essere conferite col crollo della monarchia tedesca nel 1918. Il totale delle concessioni di questa medaglia fu di 6.900 esemplari (di cui 1.734 concessi tra il 24 settembre 1914 ed il 31 dicembre 1916).

## Barrette
Per ricompensare il servizio attivo al fronte, sia per la classe civile che per la classe militare della croce di Federico Augusto, il 20 settembre 1918 venne creata una barretta da apporre sul nastro con inciso il motto "- VOR – DEM – FEINDE -" ("Primo tra i nemici").

## Descrizione
- La croce è composta di una croce patente in ferro cui bracci sono uniti da una corona d'alloro dello stesso materiale. Al centro della croce si trova un tondo con il monogramma "FA" mentre il braccio superiore riporta la corona granducale in rilievo e quello inferiore la data "1914". La croce venne realizzata anche in altri materiali come zinco.
- Il nastro era blu con una striscia rossa per parte nella classe militare e rosso con una striscia blu per parte nella classe civile. La I classe della medaglia era applicata al petto a spilla senza nastro.